# 纳日松镇
纳日松镇，是中华人民共和国内蒙古自治区鄂尔多斯市准格尔旗下辖的一个乡镇级行政单位。

## 行政区划
纳日松镇下辖以下地区：
勿图门村、勿图沟村、红进塔村、柳塔村、二道柳村、敖劳不拉村、乌兰哈达村、大路峁村、阿贵庙村、川掌村、纳林庙村、羊市塔村、松树墕村、乌拉素村、二长渠村、山不拉村、大西沟村、奎洞沟村和老荒地村。